# Sant Pèire de Ròcha-sauva
Saint-Pierre-la-Roche és un municipi francès situat al departament de l'Ardecha i a la regió d'Alvèrnia-Roine-Alps. L'any 2007 tenia 52 habitants.

## Demografia

### Població
El 2007 la població de fet de Saint-Pierre-la-Roche era de 52 persones. Hi havia 20 famílies de les quals 4 eren unipersonals (4 dones vivint soles i 4 dones vivint soles), 8 parelles sense fills, 4 parelles amb fills i 4 famílies monoparentals amb fills.
La població ha evolucionat segons el següent gràfic:
Habitants censats

### Habitatges
El 2007 hi havia 24 habitatges, 18 eren l'habitatge principal de la família, 5 eren segones residències i 1 estava desocupat. 23 eren cases i 1 era un apartament. Dels 18 habitatges principals, 14 estaven ocupats pels seus propietaris, 3 estaven llogats i ocupats pels llogaters i 1 estava cedit a títol gratuït; 1 tenia una cambra, 1 en tenia dues, 2 en tenien tres, 4 en tenien quatre i 10 en tenien cinc o més. 12 habitatges disposaven pel capbaix d'una plaça de pàrquing. A 3 habitatges hi havia un automòbil i a 13 n'hi havia dos o més.

## Economia
El 2007 la població en edat de treballar era de 30 persones, 23 eren actives i 7 eren inactives. De les 23 persones actives 21 estaven ocupades (12 homes i 9 dones) i 2 estaven aturades (1 home i 1 dona). De les 7 persones inactives 2 estaven jubilades, 4 estaven estudiant i 1 estava classificada com a «altres inactius».
Activitats econòmiques
L'any 2000 a Saint-Pierre-la-Roche hi havia 9 explotacions agrícoles que ocupaven un total de 660 hectàrees.

## Poblacions més properes
El següent diagrama mostra les poblacions més properes.